# 바이아에라티나
바이아에라티나(이탈리아어: Baia e Latina)는 이탈리아 캄파니아주 카세르타도에 위치한 코무네다. 나폴리로부터 북쪽으로 50km, 카세르타로부터는 북서쪽으로 25km거리에 있다.

## 소수 민족과 외국인
이탈리아 국립통계연구소(ISAT)의 조사에 따르면 2010년 12월 31일 기준으로 바이아 에 라티나에 거주하는 외국인들은 52명이였다.